# فرد ولنتاین (بازیکن فوتبال، زاده ۱۸۸۰)
فرد ولنتاین (انگلیسی: Fred Valentine؛ زادهٔ ۱۸۸۰) بازیکن فوتبال اهل بریتانیا است.
از باشگاه‌هایی که در آن بازی کرده‌است می‌توان به باشگاه فوتبال برنلی اشاره کرد.